# Billboard Latin Woman in Music
Billboard Latin Women in Music é um evento anual da Billboard Latin. A edição latina do evento Woman of the Year da Billboard “celebra artistas, executivas e criativas latinas que estão trabalhando ativamente por mudanças positivas, inclusão e equidade de gênero na indústria da música”, segundo a revista. Assim como sua versão americana, o principal prêmio é intitulado Mulher do Ano. A cerimônia inaugural foi realizada em 6 de maio de 2023, com Shakira sendo homenageada como a Mulher do Ano.

## Lista de homenageadas

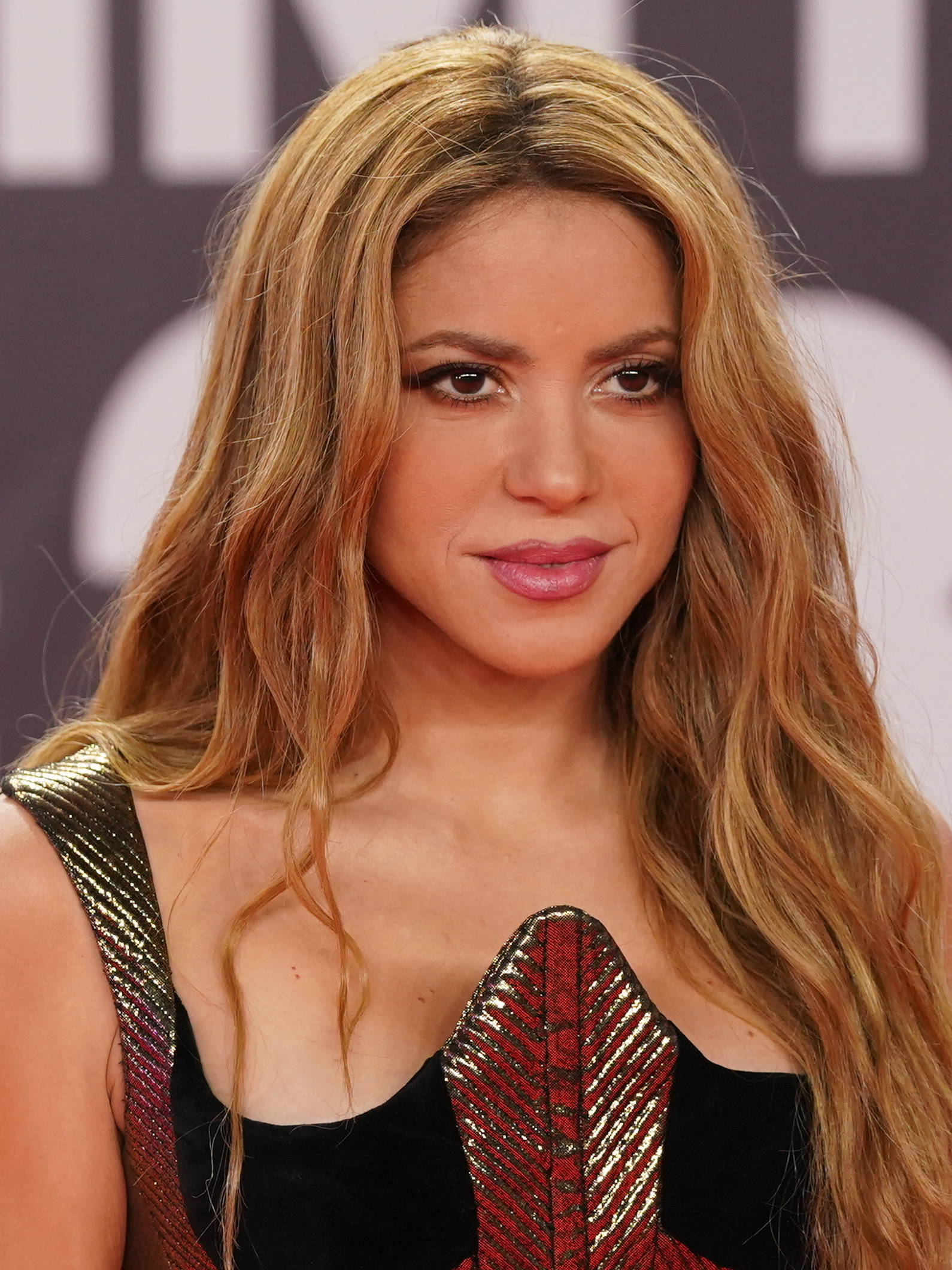
Inaugural Woman of the Year, Shakira (pictured in 2023).

### Woman of the Year Award
- 2023: Shakira[2]
- 2024: Karol G[3]
- 2025: Selena Gomez[4]

### Living Legend Award

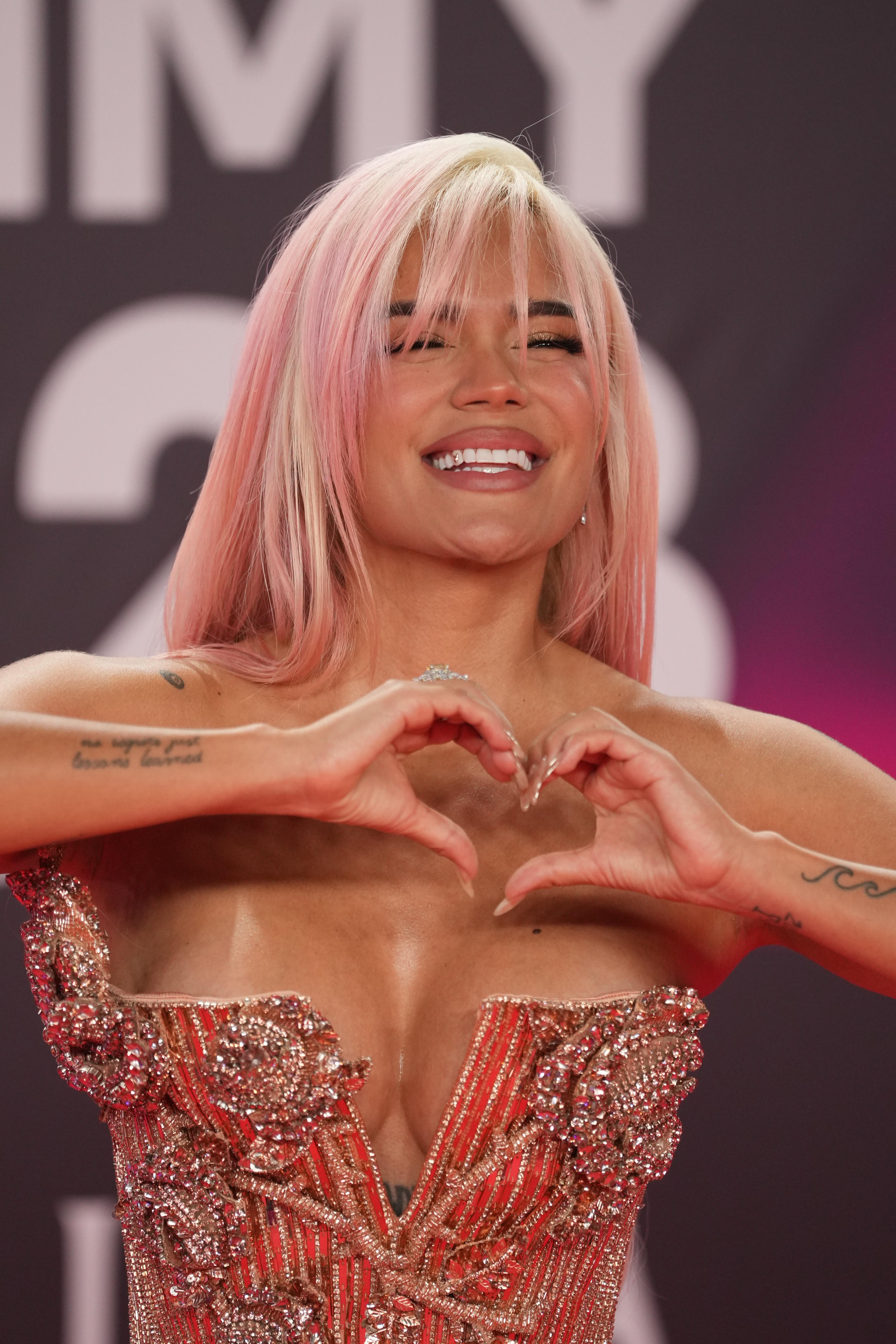
2024 Woman of the Year Karol G who was also honored as Billboard's 2024 Woman of the Year.

- 2023: Ana Gabriel[1]
- 2024: Gloria Estefan[5]

### Rising Star Award
- 2023: Emilia[1]
- 2024: Kali Uchis[6]

### Visionary Award
- 2023: Maria Becerra[1]

### Tradition and Future Award
- 2023: Evaluna[1]

### Musical Dynasty Award
- 2024: Ángela Aguilar[5]

### Agent of Change Award
- 2023: Goyo[1]

### Global Powerhouse Award
- 2023: Thalía[1]

### Global Impact Award
- 2024: Camila Cabello[6]

### Lifetime Achievement Award
- 2024: Ana Bárbara[7]
- 2025: Olga Tañón [8]

### Spirit of Change Award
- 2024: Kany García[7]

### Pioneer Award Award
- 2024: La India[9]

### Vanguard Award
- 2025: Anitta[8]

### Impact Award
- 2025: Chiquis[8]

### Unstoppable Artist Award
- 2025: Natti Natasha[10]

### Unbreakable Award
- 2025: Ha*Ash[10]

### Evolution Award
- 2025: Belinda[10]

### Legend Award
- 2025: Celia Cruz[4]